# Annik Houel
Pour les articles homonymes, voir Houel.
Annik Houel, née le 18 juin 1943 à Saint-Marcellin (Isère), est une psychologue et féministe française, professeure honoraire en psychologie sociale à l'université Lumière Lyon 2. Elle est membre de l’Association nationale des études féministes (ANEF), qu’elle présida pendant plusieurs années, et cofondatrice du Centre Louise Labé. Avec Huguette Bouchardeau, elle est une des pionnières de l’enseignement sur les questions du genre à l’université en France.

## Biographie
Annik Houel est née le 18 juin 1943 à Saint-Marcellin, dans l'arrondissement de Grenoble. Sa mère, ouvrière à l'origine puis plus tard gérante d'immeubles, et son père, cadre commercial, s’installent à Paris en 1945, puis emménagent au Pecq en 1957. Ils encouragent les études d’Annik Houel, leur fille unique, qui obtient sa licence de psychologie à la Sorbonne en 1966 tout en suivant des études de sociologie.
Elle commence en 1967 une thèse sous la direction de Roger Daval puis Jean Bergeret, Des modes d’intériorisation d’un modèle culturel : le rôle maternel à travers l’expérience de l’avortement provoqué, pour laquelle elle bénéficie d’une allocation de recherche pour deux ans. Elle commence à militer durant ces années à l’université Paris I où elle étudie : d’abord proche des trotskystes puis de Socialisme ou barbarie, elle se rapproche du Planning familial et y rencontre des militantes féministes comme Évelyne Sullerot et Geneviève Texier. Elle adhère également à l’Association française des femmes diplômées des universités (AFFDU) qui rassemble des étudiantes venues du monde entier.
De 1967 à 1968, sa fréquentation du Planning familial lui permet de réaliser des entretiens avec des femmes de l’Assistance publique et de montrer, dans une comparaison avec la situation de la Suisse, où l’avortement est alors autorisé, les ravages de son interdiction sur la santé physique et psychologique des femmes. En 1971, Geneviève Texier lui propose dans ce cadre de rédiger avec elle et une autre jeune chercheuse, Michèle Alabounette, son premier article scientifique. À l’époque, Annik Houel envisageait de devenir psychologue en entreprise et obtint un diplôme professionnel dans ce but en 1969. L’abondance des postes universitaires la fait changer d’avis : elle s’installe à Lyon en septembre 1969 avec le statut d'assistante à l'université Lyon 2. Tout en poursuivant sa thèse, elle s'engage dans l’antenne lyonnaise du Mouvement pour la liberté de l’avortement et de la contraception (MLAC) jusqu'à sa disparition en 1974. Elle y crée un « groupe femmes », qui, en 1975 et grâce à des fonds issus de la désagrégation du MLAC, se constitue en une association féministe autogérée, « Centre des femmes », qu’elle préside jusqu’à sa fermeture en 1980. En 1976, elle participe à la création à l'Université du Centre lyonnais d’études féministes (CLEF), aux côtés d’Huguette Bouchardeau et Brigitte Lhomond, puis Patricia Mercader et Helga Sobota. Le CLEF dispose d’un centre de documentation et tient des séminaires interdisciplinaires ; il combine activités universitaires et militantisme.
En parallèle de son activité militante, Anne Houel soutient sa thèse en 1976 et devient maître-assistante en 1978 puis maîtresse de conférence en 1986. Avec Huguette Bouchardeau, toutes deux enseignantes dans l’unité de psychologie de l’université Lumière Lyon, elles y dispensent les premiers cours sur les questions de genre, notamment via la matière optionnelle « Sexe et genre – Masculin/Féminin ». D’abord mal vues par l’université, elles finiront, après une phase de relative indifférence, par obtenir son soutien.
En 1989, elle rejoint l’Association nationale des études féministes (ANEF) alors à ses débuts, qu’elle présidera de 1998 à 2004.
En 1992, Annik Houel soutient une thèse d’État, De l'amant à la mère : une quête féminine, à l’université Paris-Diderot, sous la direction de Michèle Huguet. Elle est qualifiée par le Conseil national des universités (CNU) professeure des universités en 1993 
Elle fondera alors et dirigera le Laboratoire de Psychologie sociale, reconnu comme Equipe d'Accueil (EA 4163), sous le nom de GREPS (Groupe de Recherche en psychologie sociale, et auquel pourra s'adosser plus solidement le CLEF, renommé en 2003 Centre Louise Labé,, dans le cadre de la Mission égalité femmes-hommes assurée par Annik Houel de 2003 à 2006 à l’université Lyon 2. Il reçoit le soutien du Fonds social européen.
Annick Houel a pris sa retraite en 2008. Elle est professeure honoraire en psychologie sociale à l'université Lyon 2, Elle a fait partie de l’équipe mobilisée pour l’Enquête nationale sur les violences envers les femmes en France (ENVFF) et elle continue de militer activement au sein de la Fédération Nationale Solidarité Femmes en étant en particulier vice-présidente de l'association VIFFIL (Violences Intrafamiliales Femmes Informations Liberté), située à Villeurbanne (69100). Elle continue par ailleurs à travailler sur les aléas de la relation mère-fille.

## Publications
- Le mouvement de libération des femmes : Lyon 1970-1980, Lyon, Centre lyonnais d'études féministes, 1987, 279 p.
- Annik Houel, Le roman d'amour et sa lectrice : une si longue passion : l'exemple Harlequin, Paris, Montréal, l'Harmattan, coll. « Bibliothèque du féminisme », 1997, 158 p. (ISBN 978-2-7384-5186-6, BNF 36694095)
- Annik Houel, L'adultère au féminin et son roman, Paris, Armand Colin, coll. « Renouveaux en psychanalyse », 1999, 175 p. (ISBN 978-2-200-01868-9, BNF 37038081)
- Annik Houel, Michelle Zancarini-Fournel et al., École et mixités, Lyon, Presses universitaires de Lyon, coll. « Cahiers Masculin/féminin », 2001
- Annik Houel, Patricia Mercader et Helga Sobota, Crime passionnel, crime ordinaire, Paris, Presses universitaires de France, 2003, 190 p. (ISBN 978-2-13-053151-7, BNF 38975792)
- Maryse Jaspart et al., Les violences envers les femmes en France : une enquête nationale, La Documentation Française, coll. « Droits des Femmes », 2003, 374 p. (ISBN 978-2-11-005323-7)
- Annik Houel, Patricia Mercader et Helga Sobota, Psychosociologie du crime passionnel : à la vie, à la mort, Paris, Presses universitaires de France, 2008, 233 p. (ISBN 978-2-13-056402-7, BNF 41238373)
- Annik Houel, Rivalités féminines au travail : l'influence de la relation mère-fille, Paris, Odile Jacob, 2014, 167 p. (ISBN 978-2-7381-3189-8, BNF 44244624)
- Claire Auzias et Annik Houel, La grève des ovalistes (Lyon, juin-juillet 1869), Lyon, Atelier de création libertaire, 2016 (1re éd. 1982), 180 p. (ISBN 978-2-228-27400-5, BNF 36602313)